# Grand Gabarit
La ruta Grand Gabarit es una carretera nacional francesa de 228 km de longitud. Atraviesa los departamentos de Gironda, Landas, Gers y Alto Garona. Está formada por las carreteras nacionales  N 124 ,  N 224 ,  N 524 ,  N 542  y  N 1124 .
Se utilizaba para transportar las piezas del Airbus A380, construido en varios países europeos, a la planta de Airbus en Blagnac. Las piezas llegaban por transporte marítimo al puerto de Pauillac en el estuario de Gironde y luego eran trasladadas en barcazas especiales por el Garona hasta el puerto de Langon. Más allá de Langon, donde se había construido un muelle especial, sin que el río ni el canal lateral del Garona eran transitables por este tipo de barco, se había trazado una ruta por carretera para llegar a Toulouse a través de Captieux, Eauze y Auch.
El tamaño de la carretera permitía transportar piezas cuyas dimensiones podían alcanzar un máximo de 14 m de altura, 8 m de ancho y 53 m de largo. Las circulaciones siempre se realizaban de noche y su horario se publicaba con antelación. Cuando los convoyes estaban en movimiento, la carretera se cerraba y un conjunto de carteles de mensajes variables informaba a los automovilistas advirtiéndoles en particular de carreteras alternativas, para poder pasar las piezas de manera segura. La velocidad de los convoyes estaba entre 5 km/h y 30 km/h (kilómetros por hora).
La ruta reutilizaba un conjunto de antiguas carreteras nacionales, departamentales y municipales, a las que era necesario añadir by-pass y pistas creadas especialmente para desviarse en las poblaciones (las pistas cerradas al tráfico no estaban integradas en su mayor parte en la numeración de las carreteras carreteras nacionales, cuya continuidad estaba asegurada por las vías públicas ya existentes). Los obstáculos restantes también se evitaban mediante rampas equipadas. También se habían establecido zonas de retención de convoyes cerradas y seguras a lo largo de la ruta. Se reanudaron las curvas, se rehicieron intersecciones ciegas, se crearon carriles centrales para girar a la izquierda y para hacer la carretera de manera más segura, se crearon carriles para bicicletas. A esto hay que sumarle un conjunto paisajístico.
El desarrollo de la carretera representaba un presupuesto global de 171 millones de euros, cubierto en un 43 % por el Estado y un 57 % por Airbus. La construcción de la carretera a gran escala movilizó un total de 253 empresas, el 76% de las cuales eran locales. Desde su construcción, este eje había contribuido a la actividad económica porque beneficiaba tanto al Airbus A380 como a los departamentos que cruzaba.
El abandono del Airbus A380 hace que los últimos convoyes circulen en junio de 2020. Por lo tanto, la ruta ya no tiene una importancia estratégica y, lógicamente, debería degradarse a largo plazo en una gran parte de su longitud.

## Historia
- abril de 2001: Presentación del proyecto Gran Ruta del Gabarit.
- 29 de mayo de 2001 (23 años): Ley aprobada por el Parlamento que confirma el carácter de infraestructura de interés nacional y autoriza, en su caso, el uso del procedimiento de extrema urgencia.
- 15 de octubre de 2001 - 19 de noviembre de 2001: Consultas públicas.
- 26 de marzo de 2002: Clasificación en la red nacional de carreteras de los tramos que componen el recorrido.
- 30 de mayo de 2002: Decreto Interministerial de Declaración de Utilidad Pública (publicado en el Diario Oficial el 05/06/2002).
- octubre de 2002 - septiembre de 2003: Obras viales en todo el recorrido.
- 3 de noviembre de 2003: Paso del primer convoy de prueba.
- 5 de abril de 2004 (20 años): Paso del primer convoy regular.
- Verano 2004: Finalización de las obras.
- 17 de junio de 2020 (4 años): Paso del último convoy.

### Trazado
Gironda (33) -  N 524 
- Puerto de Langon
- Langon (circunvalación por el Este) -  D 8   D 10   D 116   D 932   D 932E2   D 932E10
- Bazas (circunvalación por el Oeste) -  D 3   D 9   D 110   D 655   D 932E9
- Bernos-Beaulac
- Captieux (circunvalación  por el Este) -  D 10   D 114   D 932

Landas (40) -  N 524 
- Maillas
- Losse (circunvalación  por el Este)
- Estampon (circunvalación  por el Este)
- Lapeyrade -  D 933
- Herré
- Gabarret (circunvalación  por el Suroeste) -  D 35   D 656
- D 37

Gers (32) -  N 524 
- D 15
- Barbotan-les-Thermes (circunvalación  por el Sureste)
- Cazaubon -  D 626
- Cutxan
- Cap-Pelat -  D 10
- D 30
- Eauze (circunvalación  por el Sur) -  D 931

Gers (32) -  N 124 
- La Parisienne  D 20
- Dému
- Vic-Fezensac -  D 103   D 626   D 924
- Saint-Jean-Poutge -  D 939
- D 924   D 930
- Auch (circunvalación  por el Norte) -  N 21
- Saint-Cricq -  D 515   D 924
- Aubiet (circunvalación  por el Norte) -  D 928
- Cahuzac -  N 1124
- Gimont -  D 4   D 12   D 924

Gers (32) -  N 224 
- L'Isle-Jourdain (circunvalación  por el Oeste) -  D 575   D 654

Alto Garona (31) -  N 224 
- Sainte-Livrade (circunvalación  por el Sur) -  N 542
- D 17
- Lévignac-sur-Save -  D 24
- Montaigut-sur-Save (circunvalación  por el Sur) -  D 1   D 17
- Mondonville (circunvalación  por el Sur) -  D 1
- Cornebarrieu (circunvalación  por el Norte) -  D 63
- Usine Airbus -  D 902

- Datos: Q1675297
- Multimedia: Itinéraire à grand gabarit / Q1675297